# Aliens (fumetto 1988)
Aliens, noto anche come Aliens - Dieci anni dopo e Aliens: Outbreak, è un fumetto in sei parti che venne pubblicato per la prima volta dalla Dark Horse Comics dal luglio 1988 al luglio 1989. Si tratta del primo di una serie di fumetti incentrati sugli xenomorfi. Inizialmente pubblicato in bianco e nero, il fumetto è stato scritto da Mark Verheiden, illustrato da Mark A. Nelson e Ron Randall, inchiostrata da Nelson, lettered da Willie Schubert e curato da Randy Stradley, con copertina di Nelson.
La storia fa parte di una trilogia. I due fumetti successivo sono Aliens II e Aliens: Earth War. La serie era in origine un diretto sequel del film Aliens - Scontro finale del 1986, nella quale venivano continuate le storie del caporale (ora promosso a sergente) Hicks e Newt diversi anni dopo gli eventi di Hadley's Hope. Tuttavia, in seguito all'uscita del film Alien³, nel quale Newt ed Hicks muoiono, si è voluto modificare l'identità dei personaggi per rendere la storia in linea con gli eventi narrati nei film della saga. Nelle ristampe infatti Hicks e Newt sono diventati Wilks e Billie.
In Italia la storia è stata pubblicata dalla Play Press nell'aprile 1991 sul primo numero del fumetto Aliens. Una nuova edizione è stata pubblicata da SaldaPress nell’originale bianco e nero in aprile 2017.
Dal fumetto è stata tratta nel 1992 una novelization intitolata Aliens. Il nido sulla Terra scritta da Steve Perry.

## Trama
Tormentata da spaventosi incubi sugli Xenomorfi, la giovane Billie viene rinchiusa per diversi anni in un istituto per malati mentali, dove i medici tentano con sempre più duri metodi di curarla.
La nave spaziale Dutton della Guardia Costiera scopre il vascello mercantile Junket abbandonato in orbita attorno alla Terra. Nel corso delle indagini, l'equipaggio della nave è attaccato ed ucciso da uno Xenomorfo ed entrambe le navi vengono distrutte.
Sulla Terra il caporale Wilks del corpo dei Marines Coloniali è detenuto in una prigione militare, colpevole di essere l'unico sopravvissuto ad un incontro con gli Xenomorfi avvenuto sul pianeta Rim. Inaspettatamente egli viene contattato dal colonnello Stephens il quale gli presenta il dottor Orona. Orona rivela che sta progettando una spedizione sul pianeta d'origine degli Xenomorfi per catturare un esemplare da poter studiare per poi sviluppare armi in grado di contrastarli. Anche se Wilks riconosce che l'operazione è a tutti gli effetti una missione suicida, egli accetta, seppur con riluttanza, di condurre i marines sul pianeta e viene promosso al grado di sergente.
Nell'istituto mentale, Billie viene a sapere che i medici intendono lobotomizzarla nell'ultimo tentativo di curarla dai suoi incubi. Va a trovarla Wilks e si scopre che anche lei è una sopravvissuta a quanto accaduto su Rim. Appreso questo Billie si rende conto che i suoi terribili incubi altro non sono che i ricordi di quanto ha vissuto e non, come le era stato fatto credere, allucinazioni deliranti. Billie informa Wilks di quello che i medici le stanno facendo e poi viene prelevata da alcuni inservienti mentre Wilks viene cacciato via. Tuttavia, prima che la lobotomia venga effettuata, Wilks irrompe nell'istituto e libera la ragazza. Billie accetta così di unirsi alla spedizione diretta al pianeta degli Xenomorfi e Wilks la nasconde in una capsula per l'ipersonno nascosta nella stiva della loro astronave, la USS Benedict.
Nel frattempo la "Bionational Corporation" assume il mercenario ed esperto omicida Patrick Massey per impedire ai militari di recuperare un esemplare vivente degli Xenomorfi, in quanto la società teme che questo potrebbe avere un impatto sui profitti dalla loro attività segreta di ricerca sugli Xenomorfi. Mentre l'astronave con a bordo Massey ed un gruppo di mercenari, la K-014, parte all'inseguimento della Benedict.
Quando l'equipaggio si sveglia viene scoperta la presenza a bordo di Billie, la quale stringe in fretta amicizia con Bueller, uno dei Marines, nonostante le proteste di Wilks. Quando alcuni dei marines vengono uccisi gli altri giungono alla conclusione che a bordo c'è qualcuno che intende sabotare la missione. Giunta sul pianeta, grazie alla complicità di Stephens che è in combutta con i mercenari, l'astronave viene requisita dalla squadra di androidi mercenari di Massey. I marines e i membri dell'equipaggio vengono tutti sottomessi o uccisi. Billie riesce però a sfuggire alla cattura non figurando presente a bordo della nave. Non fidandosi della doppiezza di Stephens, Massey decide di ucciderlo.
Wilks è tenuto prigioniero a bordo della Benedict mentre gli altri marines sono dispiegati sulla superficie del pianeta a fare da esca per gli Xenomorfi. Nonostante riescano ad eliminare i mercenari che li sorvegliavano e a prendere le loro armi, la maggior parte dei marines vengono uccisi o portati via dagli Xenomorfi. Intanto Bueller porta i pochi sopravvissuti in un grande alveare per cercare di proteggerli.
A bordo della Benedict, Billie libera Wilks e insieme i due riescono ad uccidere Massey e a riprendere possesso della nave. I due scendono poi sul pianeta per salvare i sopravvissuti e ne trovano solamente tre: Bueller, Blake e Parks. Mentre stanno per andarsene Bueller viene attaccato da uno Xenomorfo e spezzato in due parti, fatto che rivela che in realtà egli è un androide. Wilks rivela che tutti i marines della missione eccetto lui e Stephens erano in realtà androidi e questo a causa della natura pericolosa dell'operazione. I sopravvissuti riescono a fuggire sulla Benedict grazie all'aiuto di uno Space Jockey. Prima di tornare sulla Terra, Wilks distrugge il pianeta con un attacco nucleare coordinato.
Nel frattempo, sulla Terra, l'impianto della "Bionational Corporation" di Lima, dove si studiano in segreto gli Xenomrfi, viene attaccato da un gruppo di estremisti religiosi capitanato da Salvaje, che crede che gli alieni siano delle entità divine. La distruzione dell'impianto permette la fuga di tutte le creature che ben presto iniziano a fare la loro comparsa su tutto il pianeta. Massimo esperto sul pianeta degli Xenomorfi, Orona guida l'attacco militare contro le creature ed ottiene un successo iniziale. Tuttavia, dopo qualche tempo, gli Xenomorfi cominciano ad adattarsi alle tattiche di attacco degli uomini e l'esito dello scontro volge in loro favore. Miliardi di persone vengono uccise in tutto il mondo. Asserragliato in un impianto in Messico, Orona registra un ultimo messaggio lamentando il proprio fallimento e poi si suicida sparandosi alla testa.
Tempo dopo Wilks, Billie, Bueller e gli altri sopravvissuti fanno ritorno sulla Terra. Giunti in una delle ultime installazioni militari sicure della Terra, essi apprendono con orrore quanto accaduto. Blake viene ucciso in un assalto degli Xenomorfi mentre Wilks, Billie e Bueller riescono a fuggire a bordo di un'astronave. Mentre lasciano il pianeta Terra ormai condannato, il gruppo incontra ancora una volta lo Space Jockey in orbita, il quale comunica telepaticamente con Billie, la quale viene così a sapere che le sue intenzioni nei confronti dei terrestri sono malvagie.